# Lancia Delta (1911)
Lancia Delta är en personbil, tillverkad av den italienska biltillverkaren Lancia under 1911.
Delta var i princip samma bil som företrädaren Gamma, men med större motor.